# 다가미정
다가미정(일본어: 田上町 다가미마치[*])은 일본 니가타현 미나미칸바라군의 정이다.

## 지리
동쪽은 산지(니쓰 구릉), 서쪽은 평야(에치고 평야)로 논이 펼쳐져 있다. 국도 403호선과 신에쓰 본선이 산지와 평야의 경계를 따라서 지나고 인구의 대부분이 이 연선에 집중한다. 교통편이 좋고 신흥 주택지 개발도 이루어지고 있다. 국도 403호선 니쓰 바이패스 건설로 새로운 발전이 기대되고 있다.

## 역사
- 1973년 8월 1일 - 정으로 승격하였다.

## 교통

### 철도
- 동일본 여객철도 신에쓰 본선

### 도로
- 국도 403호선